# No Title as of 13 February 2024 28,340 Dead
Albums de Godspeed You! Black Emperor
G_d's Pee at State's End!
(2021)
Singles
1. Grey Rubble – Green Shoots
Sortie : 28 août 2024

No Title as of 13 February 2024 28,340 Dead (stylisé en majuscules) est le huitième album studio du groupe de post-rock canadien Godspeed You! Black Emperor, publié le 4 octobre 2024 par Constellation Records.

## Contexte
À partir de février 2024, le groupe joue trois nouveaux morceaux en concert : il s'agit de la première musique originale du groupe depuis la sortie de G_d's Pee at State's End! en 2021.

### Annonce
Le 27 août 2024, l'album est dévoilé par l'intermédiaire d'Apple Music, puis est officiellement annoncé plus tard dans la journée,. Le single Grey Rubble – Green Shoots est publié le lendemain de l'annonce.
Le titre de l'album fait référence aux nombre de Palestiniens morts pendant la guerre entre Israël et le Hamas depuis 2023, à la date du 12 février 2024,. Le groupe précise d'ailleurs dans un communiqué accompagnant l'annonce de l'album que « l'ancien ordre mondial prétendait à peine s'en soucier, [et] ce nouveau siècle sera plus cruel encore. La guerre arrive. N'abandonnez pas. Choississez votre camp. Tenez bon »,.
Dans ce même communiqué, le groupe précise que l'album a été enregistré pendant l'hiver 2023-2024, surnommé « hiver des bombes », et raconte l'enregistrement de l'album:

« On s'est laissés porter, en se disputant. Chaque jour un nouveau crime de guerre, chaque jour une fleur éclose. On s'est assis ensemble et avons écrit dans une pièce, puis on s'est assis dans une autre pour enregistrer. »

## Réception
No Title as of 13 February 2024 28,340 Dead a été bien reçu par la critique. Phil Mongredien du Guardian affirme que No Title est « leur meilleur album depuis Yanqui U.X.O. » et que l'album est « audacieux, brave et brillant ». Oscar Lund de The Skinny (en) affirme quant à lui que l'album est « l'incarnation de la musique en tant qu'art ».

## Liste des titres
Dans la liste des pistes, tous les morceaux ont leur titres écrits en majuscules.
Selon le livret de la version vinyle de l'album, les six pistes de l'album sont regroupées sur trois faces : les deux premières sur la face A, la troisième sur la face B et les trois dernières sur la face C.
La face D du vinyle possède un morceau caché sans titre, à l'instar de George Bush Cut Up While Talking sur l'album Yanqui U.X.O.. Le morceau est une reprise ambient de Grey Rubble – Green Shoots.
| 1.    | Sun is a Hole Sun is Vapors      | 5:31  |
| 2.    | Babys in a Thundercloud          | 13:36 |
| 3.    | Raindrops Cast in Lead           | 13:17 |
| 4.    | Broken Spires at Dead Kapital    | 3:34  |
| 5.    | Pale Spectator Takes Photographs | 11:17 |
| 6.    | Grey Rubble – Green Shoots       | 6:53  |
| 54:09 |                                  |       |

| Version vinyle | Version vinyle       | Version vinyle | Version vinyle | Version vinyle | Version vinyle | Version vinyle | Version vinyle | Version vinyle | Version vinyle |
| No             | Titre                | Durée          |                |                |                |                |                |                |                |
| -------------- | -------------------- | -------------- | -------------- | -------------- | -------------- | -------------- | -------------- | -------------- | -------------- |
| 7.             | [Morceau sans titre] | 13:05          |                |                |                |                |                |                |                |
| 67:14          |                      |                |                |                |                |                |                |                |                |

## Crédits

### Godspeed You! Black Emperor
- Thierry Amar (en) : guitare basse et contrebasse
- David Bryant (en) : guitare électrique
- Aidan Girt (en) : percussions
- Timothy Herzog : percussions et glockenspiel
- Efrim Menuck : guitare électrique
- Mike Moya (en) : guitare électrique
- Mauro Pezzente (en) : guitare basse
- Sophie Trudeau (en) : violon
- Karl Lemieux (en) : projections 16 mm
- Philippe Léonard : projection 16 mm

### Musiciens invités
- Michele Fiedler Fuentes : chant sur Raindrops Cast in Lead

### Personnel technique
- Jace Lasek (en) : ingénierie sonore et mixage
- Harris Newman : mastering
- Stacy Lee : pochette

## Classements
| Classement (2024)       | Meilleure position |
| ----------------------- | ------------------ |
| Offizielle Top 100      | 81                 |
| Ultratop (Flandre)      | 79                 |
| Official Charts Company | 97                 |

### Traductions
1. ↑  The old world order barely pretended to care. This new century will be crueler still. War is coming. Don’t give up. Pick a side. Hang on.
2. ↑  We drifted through it, arguing. Every day a new war crime, every day a flower bloom. We sat down together and wrote it in one room, and then sat down in another room, recording.